# Hypericum medium
Hypericum medium är en johannesörtsväxtart som beskrevs av Wilhelm Ludwig Petermann. Hypericum medium ingår i släktet johannesörter, och familjen johannesörtsväxter. Inga underarter finns listade i Catalogue of Life.